# 加西诺托里内塞
加西诺托里内塞（意大利语：Gassino Torinese），是意大利北部皮埃蒙特大区都灵省的一个市镇。总面积20.5平方公里，总人口9553，人口密度466.0人/平方公里（2010年12月31日）。